# 奇克·桑伯
桑伯·奇克·泰迪安（英語：Samb Chiekh Tidiane，1984年10月22日—），生于塞内加尔，塞内加尔职业篮球运动员，司职中锋

## 篮球生涯
桑伯身高7英尺1英寸 (2.15米)体重215磅 (100公斤)，2005-06赛季，他效力于西班牙篮球乙级联赛的WTC Cornella队，得到了场均9.6分、7.7个篮板、3.1次盖帽、51.4%的投篮命中率、38.5%的三分命中率和76.1%的罚球命中率，在29场比赛中场均出场26分钟，他的得到联赛最多的盖帽数。在此后的NBA夏季联赛中桑伯代表底特律活塞队得到了场均7.2分、4.8个篮板和1.8个盖帽，并且有着65.2%的投篮命中率但是罚球命中率只有60.0%。在他效力WTC Cornella队的第二个赛季 (2006-07赛季)中得到了场均10.5分、7.3个篮板和2.9次盖帽，有着52%的投篮命中率、50%的三分命中率和61%的罚球命中率。桑伯在赛季中平均每场出赛24分钟，但是打了19场比赛，更多时间受到了伤病的困扰。

## NBA生涯
桑伯在2006年NBA选秀中第二轮第51顺位被洛杉矶湖人队选中，但是随后被交易去底特律活塞队以换取得分后卫莫里斯·埃文斯。
桑伯伤愈后重返美国参加活塞队的夏季联赛，比赛中他在全部5场比赛中4次首发出场，得到了场均9分、5.4个篮板和1个盖帽，57.7%的命中率和71.4%的罚球命中率的数据，也为他赢得了活塞队一份两年的合同。

## 家庭情况
桑伯的弟弟马马杜·桑伯 (Mamadou Samb)也是职业篮球运动员，目前效力于奇克的母队WTC Cornella。